# Jon Fosse

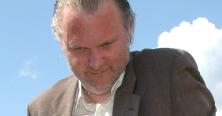
Jon Fosse, en el 2005.

Jon Olav Fosse (Haugesund, 29 de septiembre de 1959) es un escritor y dramaturgo noruego. En 2023 fue galardonado con el Premio Nobel de Literatura, convirtiéndose en el cuarto escritor noruego en ganar el premio desde Sigrid Undset en 1928. Se volvió a elegir a un dramaturgo después de diciocho años —en el que se premió al británico Harold Pinter (2005)—.

## Biografía
Jon Olav Fosse nació en Haugesund, Noruega. Visitó España cuando tenía dieciséis años. En esa ocasión un polícia le apuntó con un arma, por estar durmiendo en un banco de una estación, y eso –en aquella época– era ilegal. Es admirador de Federico García Lorca.
Escribe desde los doce años, como refugio de una adolescencia triste, precedida de una infancia alegre. Ya adulto dejó el consumo de alcohol por la religión. Ha sido sucesivamente: luterano, ateo, cuaquéro y católico tras casarse con Ana, católica (desde 2013). Está casado y tiene seis hijos.
Aunque se suele decir que debutó en 1983 con la novela Raudt, svart (Rojo, negro), Fosse considera que su debut literario se produjo de la mano del relato "Él", que fue publicado por primera vez en el periódico universitario Studvest de Bergen en 1981. El periódico lanzó una convocatoria en la que se recibieron dieciséis propuestas, siendo el relato de Fosse la ganadora.
Su primera obra, Og aldri skal vi skiljast (Y nunca nos separaremos) se escribió y publicó en 1994. El autor ha escrito novelas, cuentos, poesía, libros infantiles, ensayos y obras de teatro. Sus obras han sido traducidas a más de cuarenta idiomas. Es ampliamente considerado como uno de los más grandes dramaturgos contemporáneos del mundo. 
Fue nombrado caballero de la Orden Nacional del Mérito de Francia en el 2007. También se ha clasificado con el número 83 en la lista de los 100 mejores genios vivos por The Daily Telegraph. En 2023 ganó el Premio Nobel de Literatura.

## Distinciones y premios
- Nynorsk Literature Prize (1988)
- Aschehoug Prize (1997)
- Dobloug Prize (1999)
- Norsk kulturråds ærespris (2003)
- Nynorsk Literature Prize (2003)
- Brage Prize (2005)
- Commander of the Royal Norwegian Order of St. Olav (2005)
- The Swedish Academy Nordic Prize (2007)
- The Federal Ministry of Family Affairs' Deutscher Jugendliteraturpreis (2007)
- Orden Nacional del Mérito de Francia (2007)
- Ibsen Awards (2010)
- Premio Nobel de Literatura (2023)
- Doctor Honoris Causa por la Universidad Internacional Menéndez Pelayo (Santander, 2024)[5]

## Obras

### Teatro
- Alguien va a venir (Nokon kjem til å komme) (escrito entre 1992–93; primera producción en 1996)
- Y nunca nos separarán (Og aldri skal vi skiljast) (1994)
- El nombre (Namnet) (1995)
- El niño (Barnet) (1996)
- Madre y niño (Mor og barn) (1997)
- El hijo (Sonen) (1997)
- La noche canta sus canciones (Natta syng sine songar) (1997)
- El hombre de la guitarra (Gitarmannen) Monólogo (1999)
- Un día de verano ('Ein sommars dag) (1999)
- Sueño de otoño (Draum om hausten) (1999)
- Sov du vesle barnet mitt (Sleep you little Child of mine) (2000)
- Besøk (Visits) (2000
- Invierno (Vinter) (2000)
- Ettermiddag (Afternoon) (2000)
- Vakkert (Beauftiful) (2001)
- Variaciones sobre la muerte (Dødsvariasjonar) (2001)
- Jenta i sofaen (The Girl on the Sofa) (2002)
- Lilla (Lilac) (2003)
- Suzannah (2004)
- Dei døde hundane (The Dead Dogs) (2004)
- Sa ka la (2004)
- Varmt (Warm) (2005)
- Svevn (Sleep) (2005)
- Rambuku (2006)
- Sombras (Skuggar) (2006)
- Yo soy el viento (Eg er vinden) (2007)

### Novelas
- Raudt, svart (1983).
- Stengd gitar (1985).
- Blod. Steinen er (1987).
- Uendelig Seint (1989).
- Naustet (1989).
- Kant (1990).
- Flaskesamlaren (1991).
- Bly og vatn (1992).
- Dyrehagen Hardanger (1993).
- To forteljinga (1993).
- Prosa frå ein oppvekst (1994).
- Melancolía (I) (Melancholia I) (1995), trad. Ana Sofía Pascual Pape (Random House).
- Nei å nei (1995).
- Du å du (1996).
- Fy å fy (1997).
- Melancolía (II) (Melancholia II) (1996), trad. Ana Sofía Pascual Pape (Random House).
- Eldre kortare prosa med 7 bilete av Camilla Wærenskjold (1998).
- Mañana y tarde (2000) (Morgon og kveld), trad. Cristina Gómez Baggethun y Kristi Baggethun (Nórdica-De Conatus, 2023).
- Hermana (2000) (Søster), trad. Cristina Gómez Baggethun (Nórdica, 2024).
- Ales Junto a la Hoguera (2004) (Det er Ales), trad. Cristina Gómez Baggethun (Random House, 2023).
- Kant (2005).
- Spelejenta (2009).
- Kortare prosa (2011).
- Levande stein (2015).
- Trilogía (2014). (Trilogien), trad. Cristina Gómez Baggethun y Kristi Baggethun (De Conatus, 2018). Reúne las tres novelas anteriores: Vigilia, El sueño de Olav y Desaliento.
- El otro nombre – Septología I-II (2019). (Det andre namnet – Septologien I-II), trad. Cristina Gómez Baggethun (De Conatus, 2019).
- Yo es otro – Septología III-V (2020). (Eg er ein annan – Septologien III-V), trad. Cristina Gómez Baggethun (De Conatus, 2020).
- Un nuevo nombre – Septología VI-VII (2021). (Eit nytt namn – Septologien VI-VII), trad. Cristina Gómez Baggethun (De Conatus, 2021).
- Septología (2022). (Septologien), trad. Cristina Gómez Baggethun (De Conatus, 2023). Recopilación de las cuatro novelas homónimas en un solo tomo.
- Blancura (2023). (Kvitleik), trad. Cristina Gómez Baggethun (Random House, 2023).

### Poesía
- Engel med vatn i augene (1986)
- Hundens bevegelsar (1990)
- Hund og engel (1992)
- Dikt (1986–1992) Revidert samleutgåve (1995)
- Nye dikt (1991–1994 (1997)
- Dikt (1986–2001. Samla dikt. Lyrikklubben (2001)
- Auge i vind (2003)

### Ensayos
- Frå telling via showing til writing (1989)
- Gnostiske essay (1999)
- con el teólogo católico Eskil Skjeldal, El misterio de la fe (2024)

| Predecesor: Annie Ernaux | Premio Nobel de Literatura 2023 | Sucesor: Han Kang |